# Prokletý zámek
Prokletý zámek je komická opera o jednom jednání českého skladatele Jana Zdeňka Bartoše na libreto Zdeňka Lorence. Měla premiéru 3. června 1951 v Krajském oblastním divadle v Ústí nad Labem.
Jan Zdeněk Bartoš se živil nejprve jako výkonný umělec – houslista, později však studoval kompozici na Pražské konzervatoři a v mistrovské škola u Jaroslava Křičky, kterou ukončil roku 1943. Při studiu vytvořil své první velké hudebně-dramatické dílo, melodramatický balet Hanuman na námět stejnojmenného zvířecího eposu Svatopluka Čecha (1941). Jevištnímu dílu se intenzivně věnoval po konci druhé světové války, kdy napsal několik hudeb k činohrám. Po únorovém převratu napsal řadu skladeb ve formách propagovaných dobovou kulturní politikou, jako kantáty Běžec míru, Krásná země a V míru žít, lidová zpěvohra Rýparka nebo dramatické pásmo My havíři.
V téže době vznikla ze spolupráce se spisovatelem Zdeňkem Lorencem jednoaktová komická opera pod názvem Prokletý zámek. Měla na rozdíl od většiny tehdy komponovaných oper současný námět v duchu dobové satiry maloměšťáctví. Oba autoři tehdy pracovali na ministerstvech – Bartoš na ministerstvu školství a kultury, Lorenc na ministerstvu informací a osvěty. Opera měla premiéru v červnu roku 1951 v Ústí nad Labem, její další osud však ovlivnilo to, že Zdeněk Lorenc byl tehdy politický pronásledován; již koncem roku 1950 byl propuštěn ze zaměstnání a od února 1952 byl vězněn. Podle záznamů se při výsleších mimo jiné hájil slovy „Jsem socialista, propaguji socialismus, zejména libretem k II. socialistické opeře ‚Proklatý zámek‘.“ Opera po první repríze opustila ústecký repertoár a jiné divadlo ji nenastudovalo. Muzikoložka Helena Havlíková později (roku 1985) Prokletý zámek uváděla jako příklad toho, že „sporadické pokusy o zachycení současnosti vyznívají v 50. letech nepřesvědčivě“.
Jan Zdeněk Bartoš napsal následně roku 1955 ambicióznější čtyřaktovou operu Útok na nebe podle hry Jindřicha Zpěváka Pařížská komuna, ta však na rozdíl od Prokletého zámku nebyla nikdy provedena.

## Osoby a první obsazení
| osoba                    | hlasový obor | premiéra (3. června 1951) |
| ------------------------ | ------------ | ------------------------- |
| Pan Leopold              | baryton      | Stanislav Meisner         |
| Slečna Loty              | soprán       | Marie Rathouská           |
| Listonoš                 | tenor        | Zdeněk Zouplna            |
| Domovník                 | baryton      | Jaroslav Harmach          |
| Paní Lipská              | soprán       | Drahomíra Jedličková      |
| Paní Barvířová           | mezzosoprán  | Julie Temníková           |
| Paní Nováková            | mezzosoprán  | Dagmar Součková           |
| Popelář                  | baryton      | Josef Života              |
| Jiný popelář             | tenor        | Antonín Zelinka           |
| Dirigent: Václav Nosek   |              |                           |
| Režie: Ludmila Svobodová |              |                           |
| Scéna: Karel Rendl       |              |                           |

## Instrumentace
Flétna, hoboj, dva klarinety, fagot; dva lesní rohy, trubka, pozoun; tympány, bicí souprava; smyčcové nástroje (housle, violy, violoncella, kontrabasy).